# Ким, Филипп Иванович
Филипп Иванович Ким (2 апреля 1931, с. 2-е Синельниково, современный Уссурийский район Приморского края — 2 сентября 2000, Новосибирск) — директор новосибирского завода Сибтехгаз (1964—2000), заслуженный химик РСФСР (1985).

## Биография
Родился в селе 2-е Синельниково современного Уссурийского района Приморского края. Из семьи служащих. В 1955 году окончил Ленинградский технологический институт холодильной промышленности. Затем устроился на Новосибирский карбидно-газовый завод (будущий Сибтехгаз), где первое время работал главным механиком и главным инженером (с 1960); в 1964—2000 годах занимал пост директора этого предприятия.
В период его руководства на заводе было проведено производственное переоснащение и замена устаревшей техники, а Министерство химической промышленности СССР утвердило завод как базовое предприятие для освоения новой аппаратуры: отрабатывавшиеся здесь технологические процессы впоследствии распространялись и на другие региональные станции.
Член Октябрьского РК КПСС. Депутат шести созывов Октябрьского районного Совета Новосибирска.
Умер 2 сентября 2000 года в Новосибирске. Похоронен на Заельцовском кладбище (квартал 103).

## Память
Имя Филиппа Ивановича Кима было присвоено Сибтехгазу.

## Награды
Орден Трудового Красного Знамени (1976), знаки.